# Olga Álava
Olga Mercedes Álava Vargas, née le 14 février 1988 à Guayaquil, est un mannequin équatorien ayant été couronné Miss Terre en 2011.